# Partiet för Bosnien och Hercegovina
Partiet för Bosnien och Hercegovina (bs Stranka za Bosnu i Hercegovinu SBIH) är ett bosnisk-hercegovinskt politiskt parti som grundades den 13 april 1996. Ledaren är Haris Silajdžić

Ett av partiets mål är att avskaffa de två entiteterna i Bosnien och Hercegovina. Detta har mötts med olika åsikter. Politiker från Republika Srpska hävdar att SBiH är ett bosniakiskt nationellt parti.